# أحمد رفيق باشا الشمعة
أحمد رفيق باشا الشمعة (1844-1915)، رجل دولة من دمشق، كان مُقرباً من أهالي الشام وقد تولى عدة مناصب رفيعة في عهد السلطان عبد الحميد الثاني، الذي عينه مُشيراً على مدينة دمشق ورئيساً لمجلس ولايتها، إضافة لكونه أميناً على الأموال السلطانية في المدينة ورئيساً للّجنة المشرفة على إعادة إعمار الجامع الأموي بعد الحريق الذي لحق به عام 1893. وهو والد الأديب والنائب في مجلس المبعوثان رشدي الشمعة، الذي أُعدم على يد جمال باشا عام 1916.

## البداية
ولِد أحمد رفيق الشمعة في دمشق وهو ابن سليم أفندي الشمعة، أحد الأعيان في مطلع القرن التاسع عشر. دَرَس في مدارس دمشق وعملَ إدارياً في مجلس ولاية المدينة في مطلع سبعينيات القرن التاسع عشر. وعند تولى السلطان عبد الحميد الثاني العرش عام 1876، ارتفع شأنه كثيراً في دوائر الحكم في إسطنبول، نظراً لقربه من السلطان الجديد الذي عينه عضواً في مجلس الأعيان في إسطنبول ومنحه لقب الباشوية ورتبة "بكلربكي و"بالا" (كبير الباشاوات).

## دوره في دمشق
بعد عودة الشمعة إلى دمشق عام 1878 عُين مشيراً على المدينة ورئيساً لمجلس الولاية فيها. تحول قصره الكبير إلى سرايا حكم يقصدها الناس لقضاء حاجاتهم الحكومية، وكان المنزل يمتد من حي القنوات إلى باب سريجة وباب الجابية ويُعرف بحديقته الواسعة التي كانت تُفتح يومياً للعامة. وكان لهذا القصر أبواب عدة وقد أحاط به من كل الجهات الخمس بيوت لإخوة أحمد باشا الخمسة، حيث يقابل كل باب للقصر باباً لبيت آل الشمعة. وعند قدوم إمبراطور ألمانيا غليوم الثاني إلى دمشق عام 1898، أقيمت له مأدبة غداء في قصر الشمعة، وفُرش السجاد الأحمر في المنطقة الممتدة من سوق الحميدية إلى باب سريجة.  كذلك كان هناك إلى جانب القصر نُزل وحمّام يُسمى بخان أحمد باشا، كانت أبوابه مفتوحة دوماً لاستقبال عابري السبيل. كما عُيّن الشمعة في مجلسي الأوقاف والتعليم بدمشق وكُلّف برئاسة دار الإصلاح لرعاية الأيتام وتعليمهم، فصار يعرف بلقب «كهف الأرامل واليتامى والفقراء.» وذهبت إليه إضافة لكل مناصبه رئاسة دار الصنائع المتخصصة بتعليم الصناعات اليدوية، ورئاسة دائرة الأموال السلطانية في دمشق.

## ترميم الجامع الأموي
وعندما حدث حريق كبير في الجامع الأموي سنة 1893، شُكلت هيئة عليا للترميم، ترأسها أحمد رفيق الشمعة بصفته رئيساً للولاية، وعاونه أمير محمل الحج الشامي عبد الرحمن باشا اليوسف. وانبثق عنها لجنتان، الأولى للمبايعات برئاسة مفتي المدينة الشيخ محمد المنيني، والثانية للإنشاءات، برئاسة محمد فوزي باشا العظم رئيس بلدية دمشق.

## عزله عن مناصبه
في عام 1900، حصل خلاف شديد بينه وبين السلطان عبد الحميد، بسبب تخوف العثمانيين من اتساع شعبية الشمعة في دمشق وما نُقل عنه من أقاويل أنه بات «سلطاناً» في الشام، يتمتع بزعامة ونفوذ يضاهيان شعبية السلطان نفسه. غَضِب السلطان عبد الحميد من هذا الكلام وأمر بعَزل الشمعة عن كافة مناصبه السّياسية والإدارية، وباعتقاله في داره ريثما يتم نقله إلى إسطنبول لتلقي القصاص. وفي مذكراته، كتب زعيم دمشق فخري البارودي: «رأيت المارة يضطربون من دار الشمعة، فيثبتون أنظارهم إلى الأمام حتى لا يلتفتوا لفتة واحدة نحو باب الباشا، خوفاً من أن يُحاسَبوا على النظرات.»
خرج بعض الأصدقاء لوداعه قبل نقله إلى اسطنبول، وكان يترأسهم الشيخ محمود أبو الشامات، شيخ الطريقة الشاذلية في بلاد الشام، الذي نظم قصيدة موجهة لأعداء الشمعة جاء فيها:
| والشامُ أمسَتْ خلوةَ الفساقِ، مَن ---- طَفؤوا بزعمِهِمُ الشُموعَ لِيفعلوا صبراً فسوفَ يرَونَ سوءَ فِعالِهم ---- ويفوزُ بالنصرِ الرفيقُ الأفضلُ يا أحمدَ الأفعالِ لا تخشَ الرّدى ---- مَنْ يعتصمْ باللهِ ليسَ يُخَجّلُ أنت الغنيُّ عن المناصبِ كُلِّها ---- بلْ منصبُ العلياءِ فيكَ يُبجّلُ |

وبعد وصوله إلى عاصمة الخلافة، قام أفراد عائلته بتجهيز المنزل للعزاء المتوقع إقامته بعد صدور قرار الإعدام بحقه. ولكن أحمد الشمعة عاد إلى دمشق منتصراً بعدما نجح في إقناع السلطان بأن كل ما نُقل عن لسانه من أقاويل باطلة كانت مجرد كذب وافتراء. احتفل أهله بعودته وانقلب مجلس العزاء إلى فرح، وخطب فيه الشيخ أبو الشامات قائلاً: 
| نُهنّي بكَ الأعيادَ يا روحَ جسمِنا ---- ويا أحمدَ الدنيا ويا شمعةَ الحمد |

## الشمعة زمن الاتحاد والترقي
في صيف عام 1908، وقع انقلاب عسكري في إسطنبول، قام به رجالات جمعية الاتحاد والترقي. فرضوا عدداً من الإصلاحات على السلطان قبل عزله كلياً عن العرش في نيسان 1909. ومن ضحايا الانقلاب كان معظم رجاله المخلصين، مثل أمين سره أحمد عزت باشا العابد ومستشاره الشيخ أبو الهدى الصيّادي. بعض الأعيان استطاعوا العمل مع الحكام الجدد، مثل عبد الرحمن باشا اليوسف الذي حافظ على منصبه أميراً للحج، ومحمد فوزي باشا العظم، الذي بات وزيراً في العهد الجديد، ولكن أحمد الشمعة رفض التعاون مع قادة الانقلاب وابتعد طوعياً عن عالم السياسة، ملازماً منزله حتى وفاته سنة 1915، بعد أقل من عام على بدء الحرب العالمية الأولى. 
شيّعته دمشق بموكب مهيب إلى مدافن الأُسرة في الباب الصغير، وكُتب على قبره أبيات من الشعر لصديقه الشيخ محمود أبو الشامات، جاء فيها:
" يَمّمْ ضريحاً جلَّهُ بدرُ الجهابذةِ العظامْ
إنسانُ عينِ الشام تاجُ سُراتها السّامي المقامْ
من كان شمعةَ عصرِه فضلاً وأحمدَهُ الهُمامْ
كهفَ الأرامِلِ واليتامى والفقيرِ المُستضامْ
لبّى نداءَ مُهيمنٍ يدعو إلى دارِ السلامْ
يا مَنْ يلوذُ بعفوِهِ يومَ اللِقا كلُّ الأنامْ
ما خابَ راجٍ، أرِّخُوا لبّاكَ في حُسنِ الختامْ." 